# Liste der Monuments historiques in Charmont (Marne)
Die Liste der Monuments historiques in Charmont führt die Monuments historiques in der französischen Gemeinde Charmont auf.

## Liste der Immobilien
| Bezeichnung                  | Beschreibung            | Standort              | Kennzeichnung | Schutzstatus | Datum | Bild           |
| ---------------------------- | ----------------------- | --------------------- | ------------- | ------------ | ----- | -------------- |
| Kirche Nativité-de-la-Vierge | aus dem 15. Jahrhundert | Ru de l’Église (Lage) | PA00078659    | Classé       | 1944  | weitere Bilder |

## Liste der Objekte
| Bezeichnung      | Beschreibung                                              | Standort                                   | Kennzeichnung | Schutzstatus    | Datum  | Bild |
| ---------------- | --------------------------------------------------------- | ------------------------------------------ | ------------- | --------------- | ------ | ---- |
| Weihwasserbecken | Gusseisen, 15. Jahrhundert, auf Kapitell, 13. Jahrhundert | in der Kirche Nativité-de-la-Vierge (Lage) | PM51001482    | Classé gelöscht | ? 1959 |      |